# Schloss Rossach

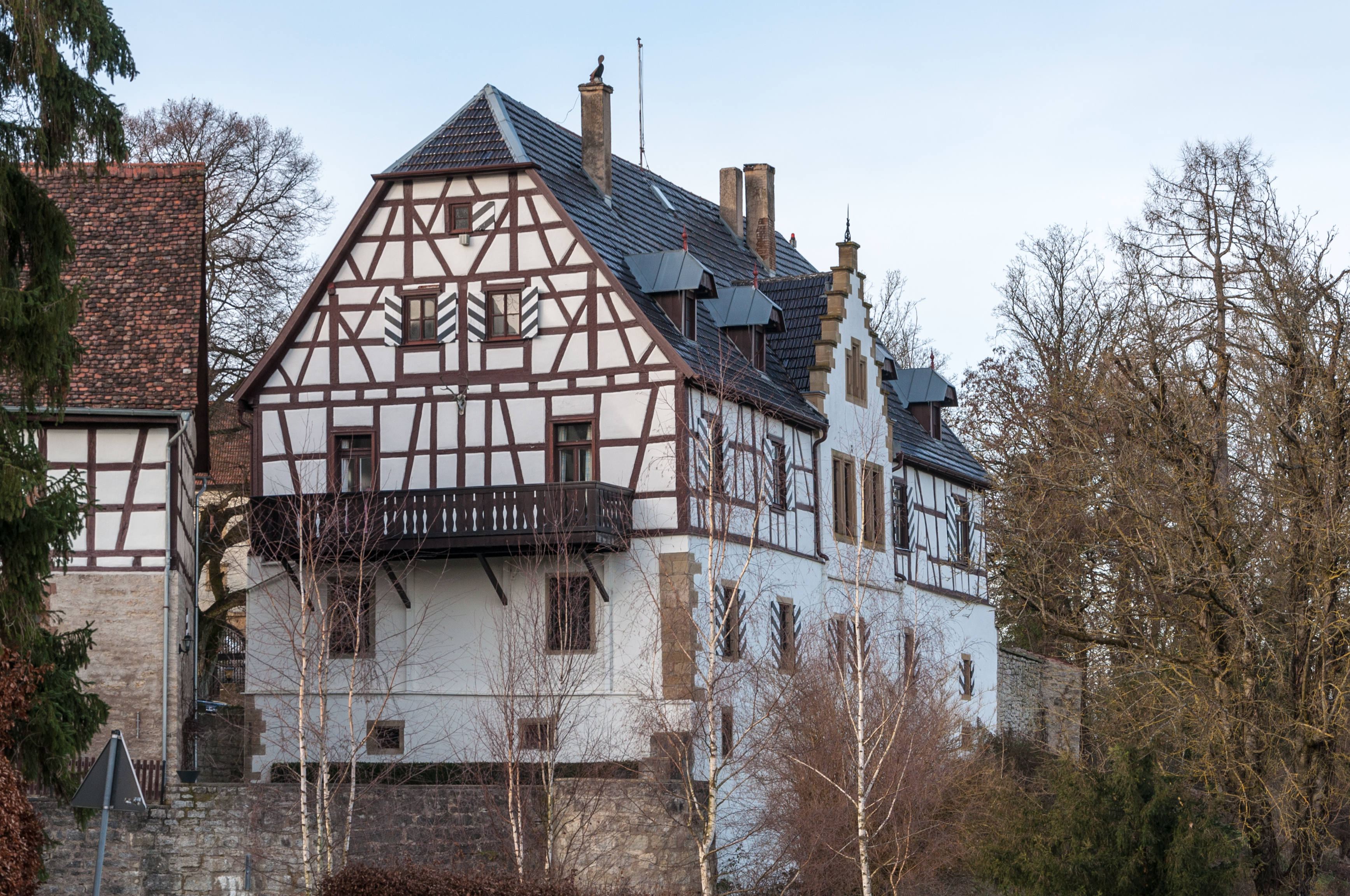
Schloss Rossach

Schloss Rossach ist ein Adelssitz im zur Gemeinde Schöntal gehörenden Weiler Rossach. Es wurde von den Herren von Rossach im 12. Jahrhundert erbaut und später von den Herren von Berlichingen-Rossach bewohnt. Im Dreißigjährigen Krieg wurde es teilweise zerstört, nur ein Teil des Haupthauses blieb erhalten, ansonsten noch Reste von Ringmauern und Türmen.
Es handelt sich heute um eine Gutshofanlage mit mehreren Fachwerkbauten. Das Herrenhaus auf einem Steinsockel ist zweigeschossig mit Krüppelwalmdach. Die Inschrift im Torhaus lautet: „Anno domi 1540 do Hot der edel un ernvest Gotfridt vo Berlichen dis Haus erbaudt“. Sie bezieht sich auf Götz von Berlichingen. Schlossherrin war Alexandra von Berlichingen.